# Сірий талпакоті
Сірий талпакоті (Claravis) — рід голубових. Містить 3 види.

## Поширення
Живуть в Центральній та Південній Америки.

## Морфологія
Мають червоні очі і рожеві ноги і оперення самців в основному світло-сіро-синє, а самиць в основному коричневого кольору. Представники обох статей мають ряд помітних плями або смуг на крилах. Сягають довжини тіла тільки 21—22 см. Форма тіла компактна.

## Поведінка
Досить деревні. Вони знаходяться поодинці, парами або невеликими зграями в лісах. Їдять насіння, в першу чергу на землі.

## Відтворення
Гнізда будуються в дерева і чагарники. Гніздо завжди зібране дуже наохляп. Кладка складається з двох білих яєць. Репродуктивні звички тільки Claravis pretiosa більш ретельно вивчені. У цього виду, інкубаційний період становить 14 днів. Пташенята оперяються після 13 — 14 днів.

## Види
- Талпакоті бразильський (Claravis geoffroyi)
- Талпакоті пурпуровогрудий (Claravis mondetoura)
- Талпакоті сірий (Claravis pretiosa)